# The Oppressed
The Oppressed est un groupe de street punk et oi! britannique, originaire de Cardiff, dans le Pays-de-Galles. Le leader du groupe est Roddy Moreno, il est la figure emblématique en Europe du mouvement  SHARP fondé en 1980 à New York.

## Biographie
The Oppressed est formé à Cardiff en 1981, autour des frères Dom et Roddy Moreno. Il est un des premiers groupes de musique composé de skinheads clairement antiracistes. Les membres sont ouvertement opposés au racisme et au fascisme. Roddy Moreno lancera le label Oi! Records, un label à la courte longévité mais très influençable. Il formera également Ska Records. Après deux disques, Oi The Tape (1983) et Oi Oi Music (1984), le groupe se met en pause.
Après la première séparation du groupe, Roddy Moreno passe les six années suivantes à diriger et établir la réputation de Oi! Records et Ska Records. En 1987 et 1988, il forme le groupe The Rude Boys avec ses frères Dom and Adrian et trois joueurs de saxophone. À la fin des années 1980, Rude Boys se séparent et les labels font face à des difficultés. En 1989, lors d'un voyage à New York, Roddy Moreno découvre le mouvement SHARP (Skin Head Against Racial Prejudice) et décide à son retour de fonder une section SHARP en Grande-Bretagne, puis d'aider à son développement dans les différents pays européens,. Au cours des années 1990 (1994, 1996), The Oppressed se sépare puis se reforme successivement. 
Finalement, le groupe se reforme en 1998 avec un nouveau batteur, Yan, et commence les enregistrements. En 2000, ils publient un nouvel album intitulé Music for Hooligans (Step One Records). En 2004, ils reviennent répéter. La dernière formation se composera à cette période de Roddy, Dom et Floyd, avec Tony Kizmus (ex-Societys Rejects) à la batterie. En 2005, le groupe effectue quelques dates en Allemagne, en Belgique, en Italie et au Canada, avant de se séparer de nouveau en 2006. La dernière reformation du groupe date de 2009. En 2013, le groupe entame une tournée européenne.

## Membres
- Roddy Moreno - chant, guitare
- Paul Cobley - basse
- Tony Kizmus - batterie
- Jacob Eden -  guitare

## Discographie
- 1983 : Oi The Tape (Spillers Records)
- 1984 : Oi Oi Music (Oppressed Music)
- 1985 : 1981/4 Fatal Blow (Skin-Head Records)
- 1994 : We Can Do Anything (Link Records)
- 1997 : Live (Link Records)
- 2000 : Music for Hooligans (Step One Records)
- 2001 : Antifa Hooligans (Mad Butcher Records)